# Порука у боци (филм)
Порука у боци (енгл. Message in a Bottle), је америчка филмска драма из 1999. 

## Радња
Амбициозна и разведена новинарка Тереза игром случаја џогирајући на обали океана проналази поруку у боци. Порука је од удовца Гарета, и пуна је љубав и жала за прерано изгубљеном супругом. Показавши поруку својим колегама, новинарка и не слути какве ће све догађаје изазвати пронађена порука у боци. Подстакнута емотивношћу непознатог мушкарца полази у потрагу за њим. На самој обали океана проналази Гарета Блејка, рестауратора бродова. Он још увек пати, неспособан да се преда некој другој жени. Тереза је такође несретна, након брачног бродолома, у Гарету проналази љубав свог живота. Неколико дана проводе заједно, али прошлост Гарета ипак враћа у стварност. Он ипак скупља храброст да промени свој начин живота, преминулој супрузи шаље низ океан опроштајну поруку у боци у којој од ње тражи благослов, да остатак живота подели са Терезом...